# 前田利尚
前田 利尚（まえだ としひさ）は、上野七日市藩の第7代藩主。七日市藩前田家7代。

## 生涯
元文2年（1737年）9月27日（『寛政重修諸家譜』では享保17年（1732年））、第6代藩主・前田利理の四男として生まれる。
寛延3年（1750年）12月18日、従五位下・大和守に叙位・任官する。宝暦6年（1756年）、父の死去により家督を継ぐ。宝暦12年（1762年）5月23日に駿府加番に任じられる。明和8年（1771年）に旱魃で大被害を受け、税収入が激減したため、本家の加賀藩より援助を受けた。
天明2年（1782年）5月9日、次男・利見に家督を譲って隠居する。寛政4年（1792年）6月26日に死去した。享年56（または61）。

## 系譜
父母
- 前田利理（父）

正室、継室
- 板倉勝澄の娘（正室）
- 於照、恵明院 - 相良長在の娘（継室）

子女
- 前田又五郎
- 前田利見（次男）生母は正室あるいは側室
- 貞光院 - 大久保教翅正室後に前田利以正室、前田利見の養女